# 5e cérémonie des Australian Film Critics Association Awards
La 5e cérémonie des Australian Film Critics Association Awards, décernés par la Australian Film Critics Association, a eu lieu en janvier 2011 et a récompensé les meilleurs films réalisés l'année précédente.

## Palmarès

### AFCA Film Awards

#### Meilleur film australien
- Animal Kingdom
  - Bran Nue Dae
  - Commandos de l'ombre (Beneath Hill 60)
  - The Waiting City

#### Meilleur film étranger en anglais
- The Social Network
  - Démineurs (The Hurt Locker)
  - Inception
  - Toy Story 3

#### Meilleur film documentaire
- Faites le mur ! (Exit Through The Gift Shop)
  - La Danse, le ballet de l'Opéra de Paris
  - Food, Inc.
  - Gasland

#### Meilleur film pas sorti en Australie
- Air Doll
  - Tetro
  - Film Socialisme
  - Berlin '36

### AFCA Writings Awards
- Ivan Hutchinson Award du meilleur article sur le cinéma australien : « Some of the Finest Films » – Thomas Caldwell
- Meilleur article sur le cinéma non-australien : « A Feast of Love – Eros, Agape and The Food Film » – Bernard Hemingway
- Meilleure critique de film australien : The Loved Ones – Anders Wotzke
- Meilleure critique de film non-australien : I'm Still Here – Luke Buckmaster